# Magusa divaricata
Magusa divaricata är en fjärilsart som beskrevs av Augustus Radcliffe Grote 1874. Magusa divaricata ingår i släktet Magusa och familjen nattflyn. Inga underarter finns listade i Catalogue of Life.